# Chrysomèle des racines du maïs
Diabrotica virgifera
Espèce
La chrysomèle des racines du maïs, Diabrotica virgifera, est une espèce d'insectes de l'ordre de coléoptères, de la famille des Chrysomelidae, probablement originaire d'Amérique centrale.
C'est un ravageur des cultures de maïs, présent dans toute la zone de culture intensive du maïs aux États-Unis et au Canada, nouvellement apparu en Europe, et repéré en France en 2002 où il est considéré comme une espèce envahissante.

## Description

### Adulte
L'insecte adulte mesure de 5 à 6 mm de long et présente des élytres jaune vif ornés de deux lignes noires longitudinales. Il est reconnaissable aux longues antennes implantées l'une près de l'autre sur le front et rabattues vers l'arrière le long du corps.

### Larve
Les larves sont des vers cylindriques, au corps blanc avec une tête brune et six pattes. Ils mesurent entre 3 et 15 mm, ils creusent des galeries dans les racines de leurs plantes hôtes.

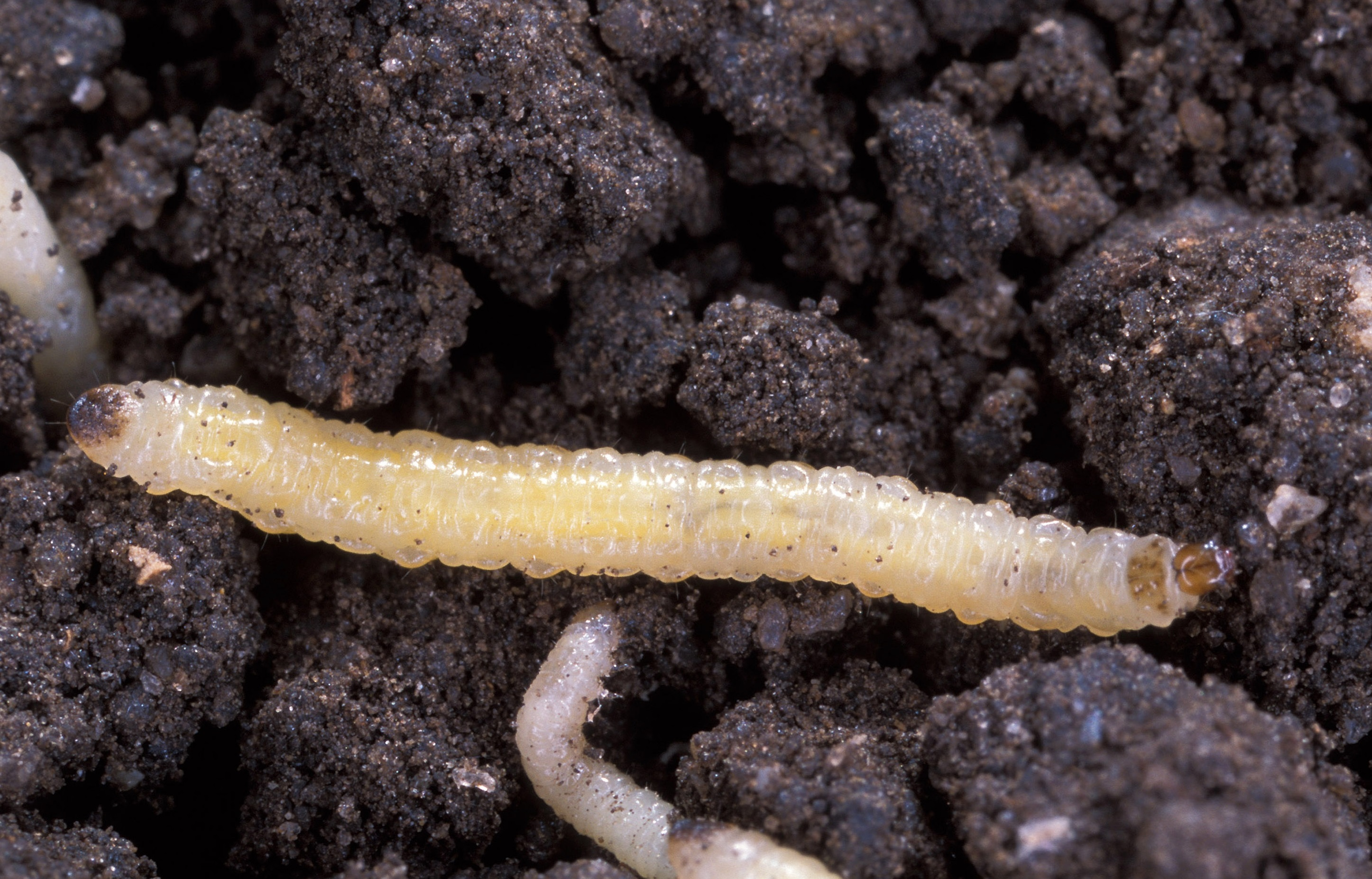
larve de chrysomèle

### Confusions possibles
Le nom vernaculaire de chrysomèle des racines du maïs est également donné à deux espèces proches présentes sur le continent nord américain : la chrysomèle des racines du maïs « du nord » (Diabrotica barberi) et la chrysomèle des racines du maïs « du sud » (Diabrotica undecimpunctata howardi). La chrysomèle des racines du maïs peut également être confondue avec la chrysomèle rayée du concombre.

## Cycle biologique
Le cycle  se déroule sur un an. Les femelles, très prolifiques (chaque femelle pond environ 1000 œufs durant sa vie) pondent leurs œufs dans le sol au pied des plants de maïs, entre août et octobre. Les œufs résistent aux froid de l'hiver et les larves naissent au printemps suivant. Elles s'enfoncent dans le sol où, attirées vers les racines par des substances émises par celles-ci, elles s'alimentent à leurs dépens. La nymphose intervient au bout d'un mois. Les premiers adultes s'accouplent en juillet ; la femelle attire le mâle à distance par une phéromone sexuelle.

## Dégâts

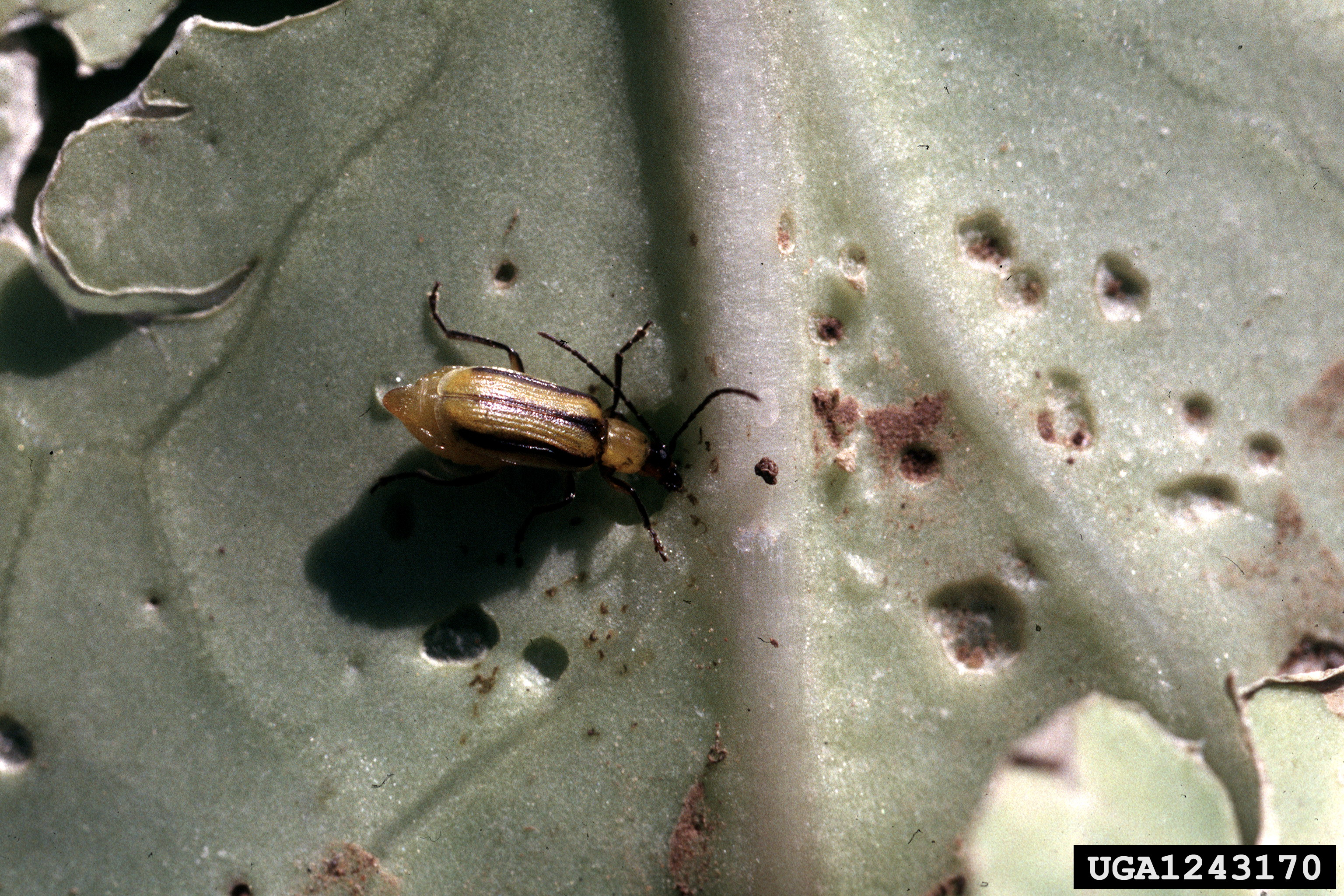
Adulte et dégâts sur feuille de chou

Les adultes peuvent se nourrir non seulement sur le maïs, mais aussi sur de nombreuses autres plantes. Ils se nourrissent aussi du pollen de certaines espèces.

Les larves, bien plus « nuisibles », sont davantage spécialisées et attaquent surtout les racines du maïs.

Les plants attaqués prennent une allure en « col de cygne » caractéristique.

## Moyens de lutte
Cet insecte fait preuve de remarquables capacités d'adaptation qui ont mis en échec la plupart des stratégies de lutte élaborées à son encontre :
- la lutte chimique est une pratique courante : utilisation d'insecticides de synthèse (téflutrine)[4], essentiellement contre les larves au moment des semis, épandages de deltaméthrine par ULM ou hélicoptères autour des foyers en France. Les insecticides utilisés ne sont pas spécifiques à la chrysomèle des racines du maïs et leurs effets sur la faune (en particulier les abeilles) sont mal maîtrisés[4].
- On a tenté d'enrayer sa progression par des pratiques culturales appropriées en particulier en évitant la monoculture de maïs : la rotation des cultures, maïs / soja, pratiquées dans le « Middle West » a permis dans un premier temps, de limiter le développement du ravageur. Depuis est apparue une variété d'insectes qui s'est adaptée à cette pratique : les femelles pondent dans le soja et dans d'autres cultures (Poacées). En 2001, la présence d'individus ayant achevé leur cycle sur du soja est signalée dans la région d'Ottawa[3].
- L'utilisation d'une phéromone de synthèse n'est utilisable que pour la détection et la surveillance des populations (piégeage). Pour la lutte directe, elle est insuffisante du fait des effectifs considérables des populations présentes.
- Le Maïs Bt[5] a été résistant à la chrysomèle entre 1995 (date de son autorisation de mise en culture aux États-Unis) et 2011.
- La restauration du signal chimique émis par les racines des ancêtres du maïs, les téosintes, dont la synthèse était induite par l'attaque de la larve de la chrysomèle, la molécule chimique de défense produite (le (E)-β-caryophyllène) étant responsable de l'attraction des nématodes entomopathogènes vers les racines lésées[6].

En 2011, l'université de l'Iowa signale des cas de résistance. Ce cas de figure avait été suspecté par les autorités canadiennes qui avaient engagé dès 2008 un plan de surveillance via l'Agence canadienne d'inspection des aliments, après avoir imposé l'existence de refuges. Ces zones refuges sont des secteurs plantés en maïs non transgéniques où subsistent des insectes "naïfs" qui diluent par croisement la capacité de résistance des insectes mutants. Il semblerait toutefois que, bien qu'elles soient imposées par la réglementation, ces zones n'aient pas été implantées en nombre suffisant dans le Midwest. Cette mutation est portée par un gène dominant, si bien qu'elle se répand plus rapidement dans la population qu'une mutation récessive.
En France, divers maïs OGM ont été cultivés entre 2005 et 2007. La pratique a été suspendue en janvier 2008 avant que la mutation ait eu le temps d'apparaître.

## Origine et propagation
La chrysomèle des racines du maïs est probablement originaire d'Amérique centrale (Smith 1966; Branson & Krysan
1981). Son aire d'extension recouvre actuellement toute l'aire du maïs en Amérique du Nord où les agriculteurs américains l'ont surnommée "l'insecte à 1 milliard de dollars". Elle est apparue en Europe en 1992 près de l'aéroport de Belgrade (Serbie). Divers journalistes (dont ceux de l'émission « 90 minutes » de la chaîne de télévision Canal+) développent une théorie du complot, selon laquelle les autorités américaines auraient volontairement introduit et disséminé cette chrysomèle, afin de favoriser par cet acte d'agroterrorisme le développement du maïs transgénique en Europe.
Les mesures de quarantaine prises au niveau européens n'ont pas empêché la progression de l'insecte et son implantation durable en Eurasie : si la chrysomèle du maïs adulte se propage au rythme de 20 à 40 km par an de façon naturelle, les moyens de transports modernes et les échanges commerciaux ont toutefois accéléré le phénomène. L'Autriche et la Tchéquie furent atteintes en 2002. De nouveaux foyers sont apparus en Italie (1998) et en Suisse (2000) près d'aéroports internationaux. Son extension s'est depuis poursuivie vers l'Est et le Nord (Pologne, Ukraine).

### Situation française
En France, la chrysomèle des racines du maïs a été détectée en août 2002 en Île-de-France, près des aéroports de Roissy et d'Orly. Depuis cette date les foyers se sont multiplés : Gouvernes (Seine-et-Marne), Thiverval-Grignon (Yvelines), Corbeil-Essonnes, Guibeville, Avrainville (Essonne), pour atteindre la Picardie en 2005.
En 2003, un foyer a été décelé en Alsace. Après une courte rémission (2004-2006), le coléoptère est à nouveau signalé en août 2007 dans la région des trois-frontières. La proximité de l'aéroport international de Bâle-Mulhouse-Fribourg (Euroairport) crée une polémique quant au risque d'importation d'espèces exotiques nuisibles.
À la suite de ces premières alertes, un arrêté en date du 14 août 2007
(JO du 18 août 2007) fixe des obligations aux zones contaminées.

En 2008 et 2009, les foyers se multiplient le long des voies de communications (Autoroutes A35 et A4).
D'autres régions françaises sont atteintes dans les années 2008-2009 :
- En Bourgogne : le laboratoire national de la protection des végétaux, unité d’entomologie de Montpellier, a confirmé le 21 juillet 2009 la capture d’une chrysomèle des racines du maïs (Diabrotica virgifera virgifera) dans la commune de Dommartin-les-Cuiseaux (Saône-et-Loire).
- En région Rhône-Alpes : 33 individus sont capturés en 2009 (Ain, Savoie, Haute-Savoie, plaine de l'Est lyonnais)[15].
- En septembre 2013, la chrysomèle du maïs a été détectée sur les communes de Bas-en-Basset, dans la Haute-Loire et de Trévol, dans l'Allier[16].

Pour tenter d'éradiquer ces foyers, les autorités françaises mènent des campagnes de traitement insecticide (épandage aérien par exemple de deltaméthrine) dans des zones de sécurité de 12 km de diamètre.
L'insecte est considéré comme durablement implanté en Alsace et en Rhône-Alpes depuis 2010, ce qui conduit les autorités à préférer une logique de confinement à la logique d'éradication pratiquée précédemment. Ce changement de stratégie et l'utilisation de téfluthrine inquiète des associations alsaciennes quant à la teneur en pesticides des eaux de boissons. On le signale la même année en Franche-Comté et dans le département des Vosges .

### Situation en Suisse
En Suisse, les rotations et luttes obligatoires dans le Tessin ont permis de maintenir un niveau de dégâts faible. Des pièges placés dans les cantons du nord des Alpes ont permis de capturer quelques spécimens isolés.

### Situation en Belgique
Ce ravageur est arrivé en Belgique en 2003-2004, où il fait depuis l'objet d'un plan de surveillance (monitoring) et d'éradication. Dans un premier temps, le plan de surveillance visait principalement les aéroports civils et militaires et les grands axes de communication en provenance du Sud et de l'Est de l'Europe. La découverte de chrysomèle autour d'un aéroport néerlandais en 2005 a conduit la Belgique à renforcer et à repositionner ses contrôles. Le plan d'urgence 2011 était toujours un plan d'éradication, ce qui signifie que le ravageur n'est pas considéré comme durablement installé en Belgique à cette date.

### Situation au Canada
Au Québec, l'espèce la plus courante est la "chrysomèle du nord" qui est une autre espèce de chrysomèle, de couleur verte. L'apparition de Diabrotica virgifera au Québec date de 2000, où elle est signalée en Montérégie. Elle était précédemment signalée en Ontario depuis 1989. Elle porte le nom vernaculaire de "Chrysomèle de l'Ouest" ou "Chrysomèle occidentale des racines du maïs".

### Routes d'invasion en Europe
Une équipe de recherche de l'Inra a tenté de reconstruire les routes d'invasion de la chrysomèle des racines du maïs à l’aide de marqueurs génétiques. Cette étude a montré que la distribution européenne de la chrysomèle des racines du maïs résultait de plusieurs introductions à partir d'Amérique du Nord vers l'Europe. Au moins trois introductions ont successivement donné naissance aux foyers détecté en Serbie en 1992, dans le Piémont en 2000 et en Île-de-France en 2002. Une étude plus récente de la même équipe a montré que les nouveaux foyers observés en Alsace en 2003 et en Île-de-France en 2005 étaient issus de deux nouvelles introductions en provenance d'Amérique du Nord, portant à cinq le nombre d'introductions transatlantiques de la chrysomèle des racines du maïs. L'origine exacte des foyers européens en Amérique du nord n'a pas été trouvée, mais le nord des États-Unis apparait comme la région d'origine la plus probable.